# Andrea Longo (Leichtathlet)
Andrea Longo (* 26. Juni 1975 in Piove di Sacco, Provinz Padua) ist ein ehemaliger italienischer Mittelstreckenläufer, der sich auf die 800-Meter-Strecke spezialisiert hatte.
Der Fünfte bei den Leichtathletik-Halleneuropameisterschaften 1996 und U23-Europameister von 1997 wurde über 800 m 1997 nationaler Meister in der Halle und von 1998 bis 2000 und 2005 im Freien. Über 1500 m wurde er 2004 und 2005 italienischer Hallenmeister.
Bei den Leichtathletik-Weltmeisterschaften 1997 in Athen schied er im Viertelfinale aus. Bei den Leichtathletik-Europameisterschaften 1998 in Budapest wurde er Siebter und bei den Weltmeisterschaften 1999 in Sevilla Sechster. Im Finale der Olympischen Spiele 2000 in Sydney wurde er disqualifiziert, weil er André Bucher angerempelt hatte. 
2001 wurde er bei einer Dopingkontrolle positiv auf Nandrolon getestet und wegen Verstoßes gegen die Doping-Bestimmungen für zwei Jahre gesperrt. 
2003 wurde er Fünfter bei den Weltmeisterschaften in Paris/Saint-Denis, und 2004 erreichte er bei den Olympischen Spielen in Athen das Halbfinale. 2006 wurde er Siebter bei den Europameisterschaften in Göteborg.
Andrea Longo ist 1,91 m und wiegt 82 kg. Er startete für Fiamme Oro und wird von Fabio Scapin trainiert. Seit 2005 ist er mit der französischen Sprinterin Fabé Dia verheiratet.

## Persönliche Bestzeiten
- 400 m: 46,65 s, 6. September 2000, Mailand
- 600 m: 1:14,41 min, 30. August 2000, Rovereto
- 800 m: 1:43,74 min, 3. September 2000, Rieti (italienischer Rekord)
  - Halle: 1:47,56 min, 1. Februar 1997, Genua
- 1000 m: 2:15,83 min, 16. Juli 1997, Nizza
- 1500 m: 3:39,49 min, 18. Mai 2001, Doha
  - Halle: 3:41,79 min, 19. Februar 2005, Ancona